# Emili Vilanova i March

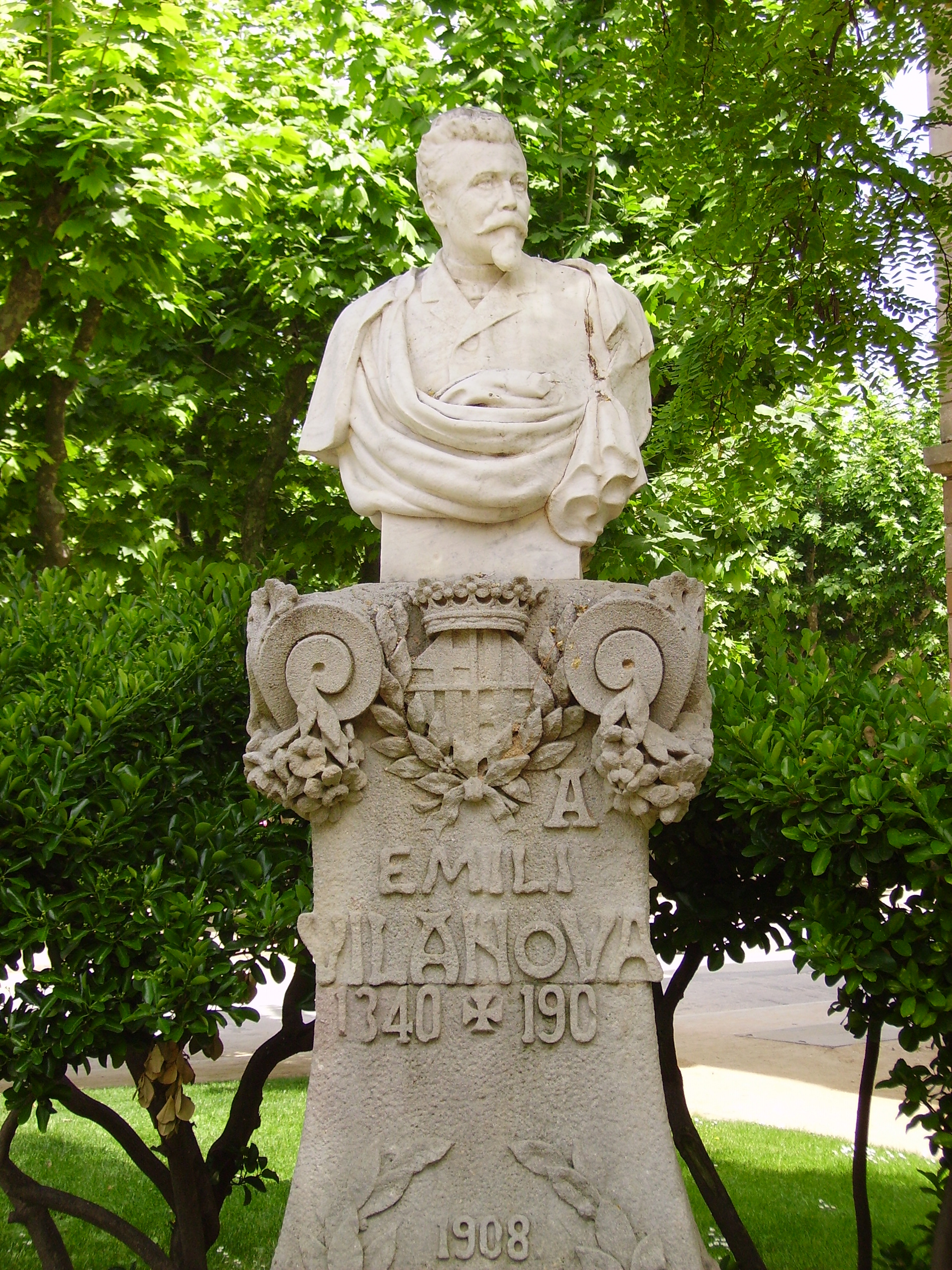
Bust d'Emili Vilanova al Parc de la Ciutadella, Barcelona

Emili Vilanova i March (Barcelona, 15 d'octubre de 1840 - Barcelona, 15 d'agost de 1905) va ser un escriptor català.

## Biografia
Nasqué en una família benestant i culta, cosa que li permeté de conèixer els clàssics, els romàntics castellans i bona part dels literats francesos. El seu pare, fortament arrelat al medi popular, li explicà el món de les festes majors, els balls, les solemnitats, etc. Pogué, també, observar el món dels barris antics de Barcelona i assistir a les funcions del Teatre de la Santa Creu.
Als dinou anys començà en el negoci del seu pare, mestre de dansa i constructor d'envelats. Assistí als primers Jocs Florals de 1859; es reunia al carrer d'Escudellers amb Frederic Soler i altres, on es discutia i es parodiava l'ambient jocfloralesc. Freqüentà les tertúlies de la llibreria de López Bernagosi i la de la Penya del Cafè Nou; també fou admirador dels redactors d'Un tros de paper. El 1868 fa la seva primera col·laboració a Lo Mestre Tites, signada amb el pseudònim de Xinxoles.
Ben aviat col·laborarà a La Barretina, La Pubilla i a Lo Somatent. A partir del 1875 el trobem a les tertúlies del Cafè Suís i de les Delícies. El 1876 La Renaixensa li publica el seu primer quadre de costums, Gitanesca, i el 1879 li edita Del meu tros, recull de quadres de costums ja publicats. El 1881 publica Quadres populars, amb els quals obté un bon èxit; seguiran Entre família (1885) i Escenes barcelonines (1886). Durant aquesta època, potser la més fecunda de la seva vida, dedicà el matí als afers comercials i la tarda a rebre amics, a escriure, a parlar, tot i que la situació familiar no ho afavoria: la mort del seu pare el 1886 i la malaltia de la seva filla el convertiren en un home trist i ple de melangia.
El 1887 publicà Monòlegs i quadres i Pobrets i alegrets, el 1889, Gent de casa, i el 1891, amb un títol ben significatiu, Plorant i rient. Va fer incursions en el camp teatral, així estrenà al teatre Romea Qui... compra maduixes! (1892), L'ase que es trencà el coll (1893), La viuda (1894), Colometa la gitana (1896), entre d'altres. A partir de 1896 la seva producció literària s'estronca, desenganyat d'un món nou que li cau al damunt. Cap al 1904 escriví Últims quadres, publicats pòstumament per Francesc Matheu.
El 1906, La Ilustració Catalana comença l'edició de les Obres Completes (10 volums) i el 1949 l'editorial Selecta publica novament les Obres Completes amb un interessant estudi introductori del professor Antoni Vilanova.
Va morir el dia 15 d'agost de 1905 a Barcelona, segons el Registre Civil a causa d'una asistòlia. Estava casat amb Maria Rosa Soler.

## Obra

### Colometa la gitana o Lo regrés dels confinats

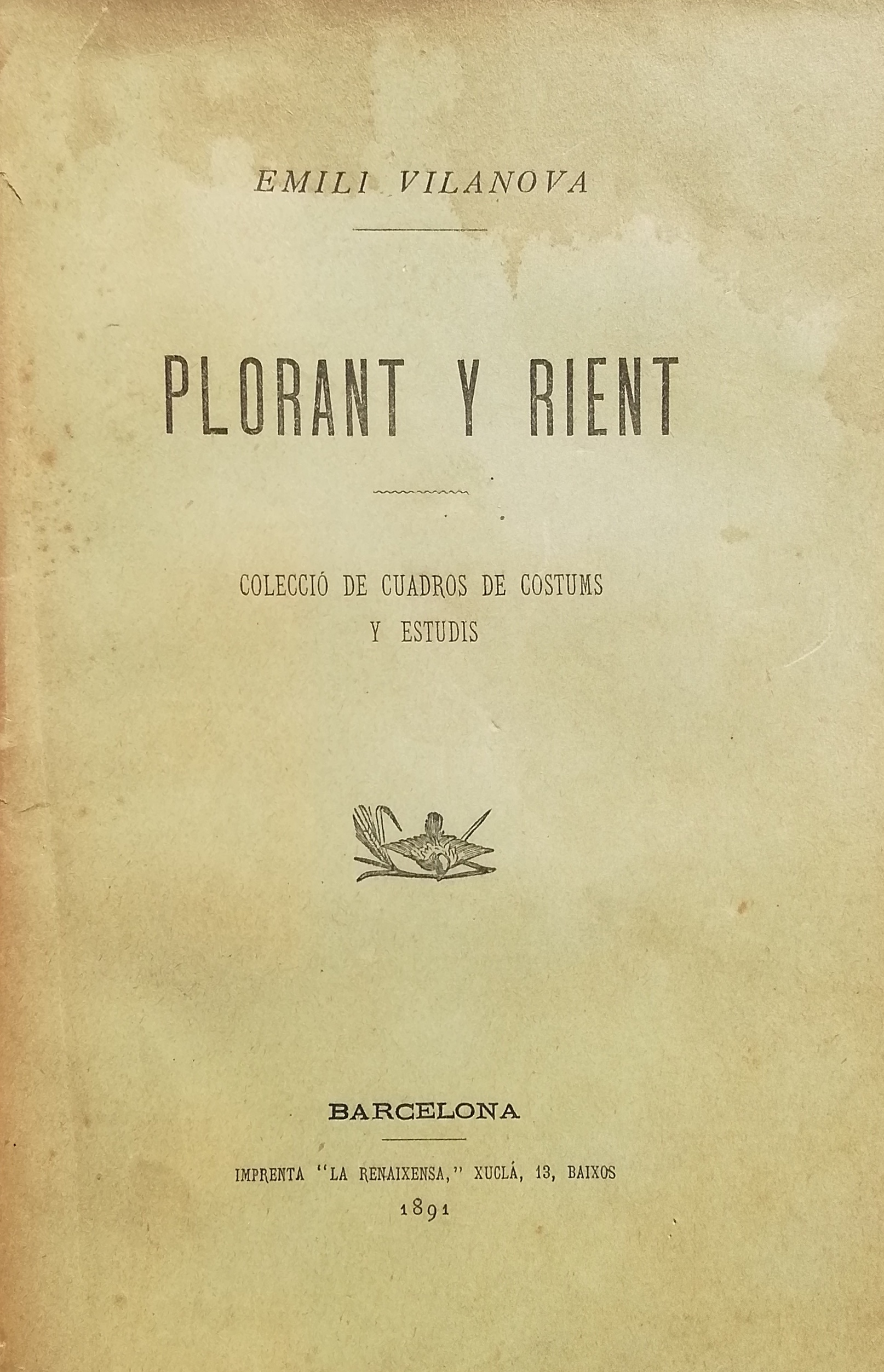
Plorant i Rient d'Emili Vilanova publicat a Barcelona l'any 1891

Colometa la gitana o Lo regrés dels confinats és un sainet en un acte i en prosa estrenat a Barcelona el 1896. Es tracta d'una breu situació escènica en la qual una psicologia de trets guinyolescos, una tècnica senzilla i lineal i un argument gairebé inexistent, a través d'un llenguatge pintoresc i penetrant, d'acusats matisos intultivos, constitueixen un «petit xef d'oeuvre» de notable valor literari.
Colometa -la gitana -va a casar-se amb Seguidilles, fill de Canyetes, quan el seu pare -Patliari- i el seu antic nuvi -Canó- estan a la presó. Coloma -mare de Colometa- ha arranjat el matrimoni amb fins exclusivament comercials. Però arriben inesperadament els «confinats», desbaraten - de manera intempestiva- aquests plans i, en un final de discutible efecte teatral, fugen de l'amenaça de la Policia. El tema, que s'aparta, pel seu exotisme, del món típic de Vilanova, la vella Barcelona vuitcentista de la qual ell ha sabut crear un veritable mite literari, té ja precedents en les seves narracions curtes, i com elles està tractat des d'un angle superficial i pintoresc. El gran valor de l'obra radica en la seva arquitectura lingüística de fina intencionalitat.

### Lo primer amor i altres narracions
Lo primer amor i altres narracions és una tria de diversos quadres de costums publicats en diferents reculls en vida de l'autor. Aquestes narracions constitueixen un retaule nostàlgic de la Barcelona del barri de Santa Maria, on l'autor vivia i del qual era un coneixedor de primera mà. Cal destacar el retrat que fa del món característic de la menestralia, un sector poc donat als canvis; apareixen, doncs, una gran diversitat de treballadors per compte propi, o d'assalariats, l'entorn de les mestresses de casa i certs tipus de marginats; així, a Reflexions d'un porter s'al·ludeix a les desigualtats socials, a les crisis de feina a Un perdulari o a les quintes a Lo cotxe d'Arbúcies. També apareixen personatges propis de la tradició literària, com l'artista incomprès a Sense cèdula. Hi ha una part de les narracions en què els actes quotidians esdevenen l'objecte principal del relat, com la descripció de les festes que se celebren als carrers a L'arc de Mirambell o a La festa de Sant Antoni; les relacions de veïnat i el xafardeig a Informes; les converses de cafè a Quatre gotetes!; els espectacles de pintoresquisme a Als toros!, o bé els canvis socials com la moda castellanitzadora a Estils moderns. La narrativa d'Emili Vilanova es caracteritza per una actitud nostàlgica i sentimental amb un caràcter documental i tipificador de situacions i personatges, i amb el seu localisme potencia les possibilitats de descripció detallista. Pel que fa als recursos emprats cal destacar el somni Pura, la transposició al futur a Falòrnies o el record a La rossa. L'autor empra un llenguatge col·loquial amb una gran vivacitat i poc elaborat.

### Escenes barcelonines

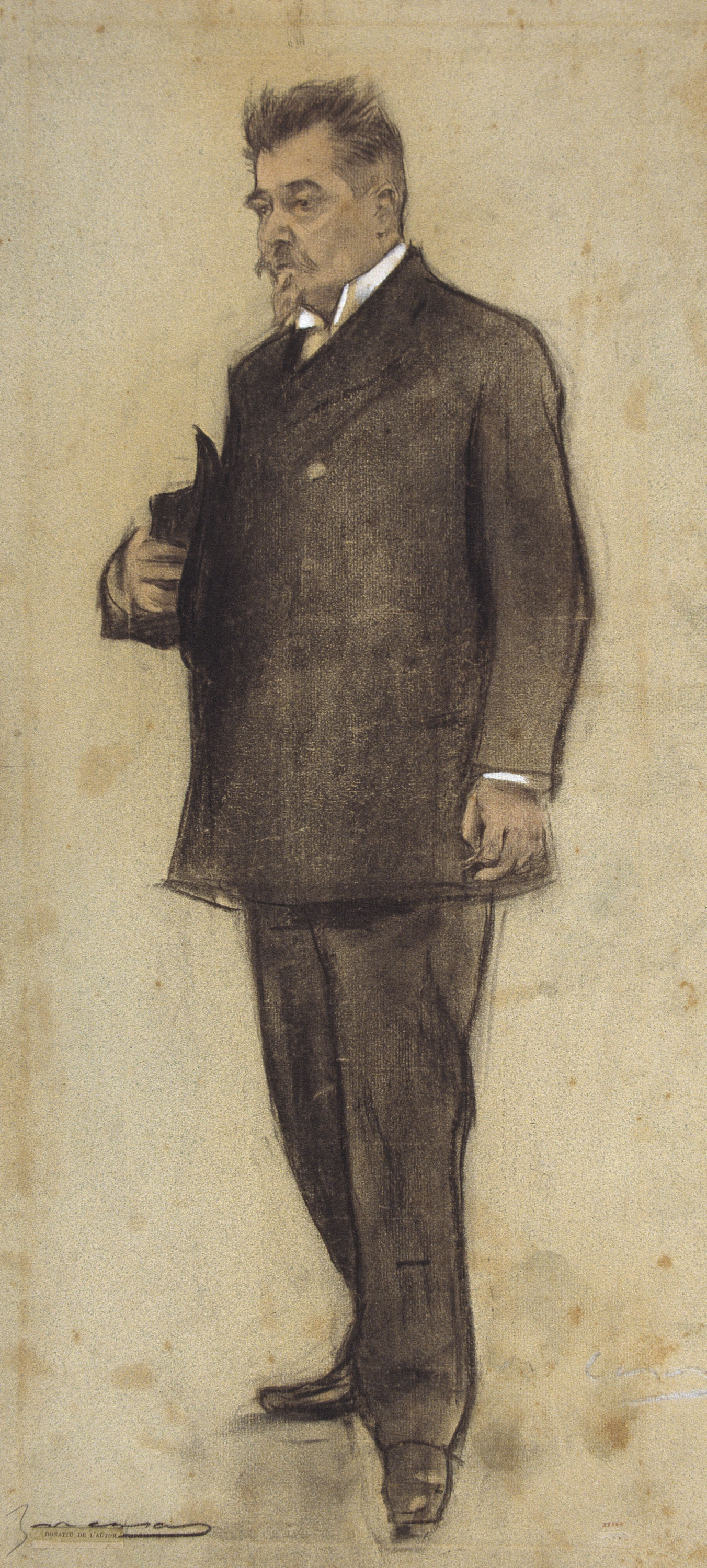
Vilanova vist per Ramon Casas (MNAC).

Escenes barcelonines agrupa les narracions que el costumista català Emili Vilanova va publicar en diferents periòdics i revistes i va reunir, després, en els següents llibres: Del meu tros, Quadros populars, Entre família, Escenes barcelonines, Monólegs i quadros, Pobrets i alegrets, Gent de casa, Plorant i rient, Col·lecció de quadros. En l'obra narrativa d'Emili Vilanova, poden distingir-se tres grups temàtics, de valor desigual. En primer lloc, narracions d'ambient oriental, petites paròdies de temes romàntics, en les que situacions i personatges es converteixen en ninots d'un grotesc no sempre aconseguit. Els noms són un simple joc fonètic d'adaptació de paraules catalanes: Alí-Babau, Mohamat-AlíKates, Zelamira, Ben-Rifat, Alí Babalá, etcètera. No hi ha, en elles, cap paròdia d'autèntica transcendència. La seva finalitat resideix en la mateixa caricatura, i en les possibles conseqüències humorístiques. Més importants són les narracions de tema gitano, en les quals l'observació i la recreació de fets, tipus i expressions estan ja però al seu abast. Malgrat això, Vilanova no penetra en l'entranya de la seva psicologia, sinó que es limita als elements pintorescos de la seva superfície. Les narracions que dominen per la seva quantitat i temàtica són les de tema barceloní, aquelles a través de les quals la petita Barcelona menestral de fins del segle xix es converteix en un vertader mite literari. Tot un món bigarrat de la petita Barcelona de carreters i cotxers, de vigilants i serenos, de venedors ambulants, de petits dentistes, de xafarderes, de dones dominadores i homes febles, etc., és recollit en les narracions del nostre autor amb tota la seva humanitat palpitant i densa, viva i difícil. En realitat, aquestes escenes barcelonines, en què el diàleg domina i ofega la narració, amb la seva agilitat i finor, són simples situacions, verdaderes instantànies fotogràfiques, a través de les quals es va perfilant la realitat buscada. La psicologia dels personatges, exacta en els seus límits, ve donada pel diàleg, per la situació, i una mica malgré lui. L'única intenció a la qual apunta Emili Vilanova és el reflex d'escenes i aspectes del petit món barceloní vuitcentista, però les seves conseqüències van més enllà de si mateix. Els senzills quadres de costums, amb el seu humor fàcil, bonàs, amb les seves vetes de sentimentalisme i lirisme, sorprenen, a vegades, amb el personatge tràgic, complex dins de la seva simplicitat i ignorància. Són la realització literària, dins de la més genuïna tradició costumista del segle xix, d'un món concret, d'autèntica personalitat, d'aspiracions immediates, senzilles i pràctiques, un mica orgullós de si mateix i un molt desconfiat i reclòs en les seves pròpies virtuts i defectes, sense concessions a la fantasia o a les altres classes socials. Tot aquest petit món quotidià, real, gairebé íntim, que oscil·la entre la tendresa i l'humor, està construït sobre una llengua plena de sorpreses i indicis. Els termes i els conceptes s'associen per una lògica interna d'humorisme viu, penetrant, ja directe, ja de matís, que transforma el seu valor recte en un altre de grans possibilitats plàstiques. Cada terme porta en potència una metàfora, d'ordre més o menys gramaticalitzat, que s'actualitza inesperadament en la cantonada de cada oració o període. Comporta, en el seu més pura senzillesa, tot el procés de creació lingüística popular d'estructura intuïtiva i espontània, que, des del trampolí del sentiment, s'ordena en un corpus perfecte, penetrant, de nombrosos i acusats matisos. Els motius de la seva llengua literària són reals, directes, d'arrel biològica, i rarament d'origen intel·lectual.

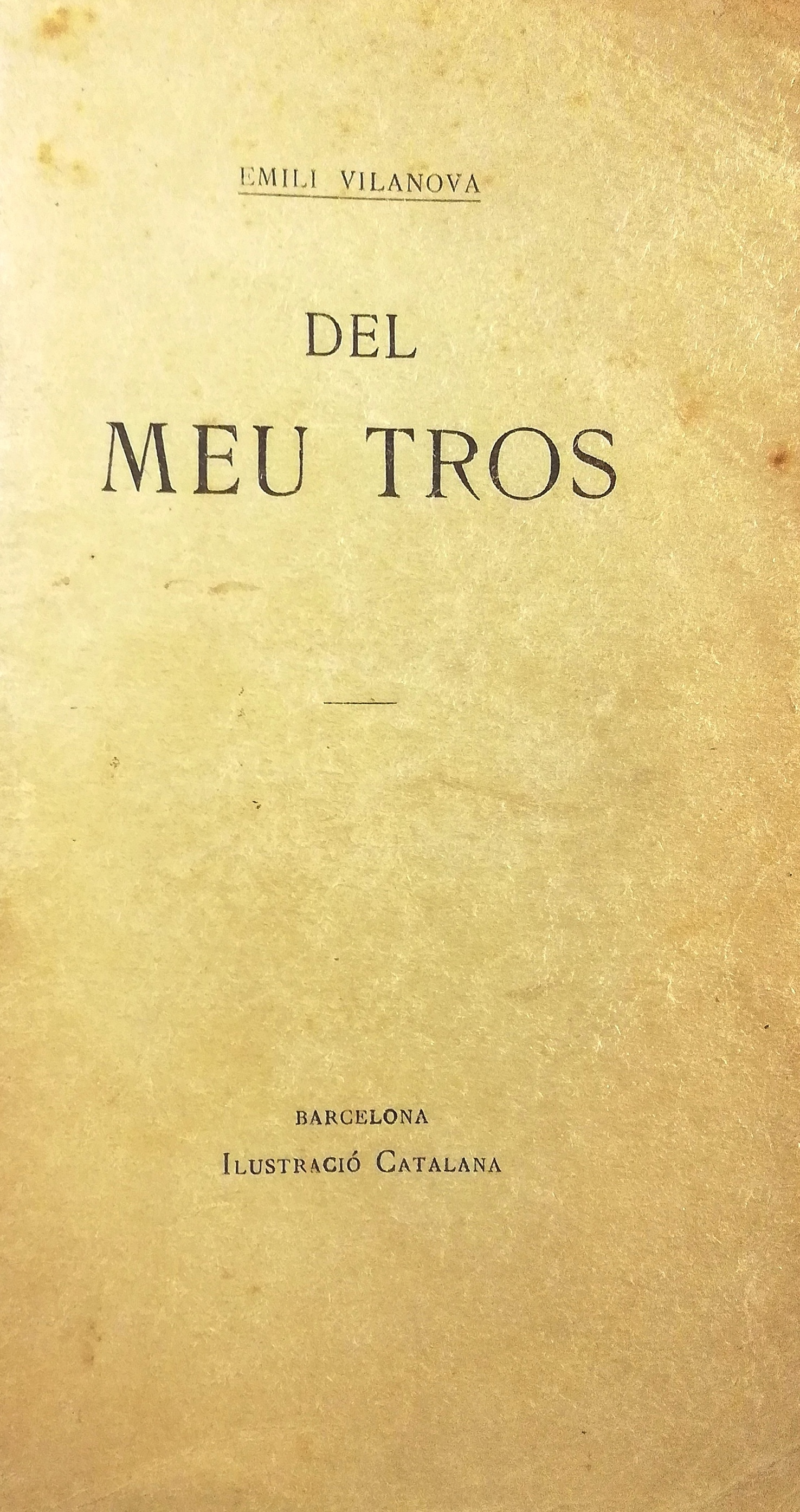
Del Meu Tros d'Emili Vilanova. Edició de 1906 a Barcelona

### Els sainets
Els sainets enclouen les següents obres en prosa: Les bodes d'en Ciril·lo, El pati d'en Llimona, Qui compra maduixes...!, ¡ Venc maduixes!, Els moros contrapuntats, L'ase de l'hortolà, A casa L'Arcalde, Colometa la gitana o el retorn dels confinats. És el creador del sainet en Catalunya. Els sainets de Vilanova es redueixen a breus situacions escèniques en les que una psicologia de trets guinyolescos, una tècnica senzilla i lineal i un argument gairebé inexistent, a través d'un llenguatge agut, espurnejant i pintoresc, feliç recreació del llenguatge del carrer, són d'un notable valor literari.
Els seus temes reprodueixen vivament els costums, la fesomia i l'ànima assossegada de la vella Barcelona vuitcentista, de la que ell ha sabut crear un vertader mite. El tema de Colometa la gitana o Lo regrés dels confinats s'aparta pel seu exotisme del món típic d'Emili Vilanova i té els seus precedents en les narracions curtes de l'autor i com elles està tractat des d'un angle superficial i pintoresc.
De tota l'obra de l'escriptor català és la que li ha atorgat una popularitat més gran, la que fins i tot es representa alguna vegada, i sobretot la que li ha valgut amb més raó la fama de graciós escriptor costumista. En els sainets de Vilanova, com en els seus quadres de costums, palpita la realitat viscuda per l'escriptor, passant de l'ambient a l'escenari pel tamís de l'ànima de l'artista. Vilanova interpretava éssers humans amb les seves ànsies, les seves alegries i les seves angoixes. I els interpretava saturat de l'ambient i identificat amb els seus modestos herois de veïnatge. D'aquesta manera aconsegueix idealitzar el natural sense que l'artifici descompongui mai l'encant de les seves fresques i ingènues creacions. El poble amb el seu murmurar i les seves disputes esquitxades de fraseologia pintoresca i punxant, que niava en el cor de la vella ciutat que fou la musa sentimental.